# ميخائيل روس
ميخائيل روس (بالإنجليزية: Michael Ross) هو سياسي أمريكي، ولد في 14 يوليو 1941 في آيوا سيتي في الولايات المتحدة، وتوفي في 21 أغسطس 2007 في سياتل في الولايات المتحدة. حزبياً، نشط في الحزب الجمهوري. وقد انتخب عضو مجلس نواب واشنطن.